# Pactolinus intrepidus
Pactolinus intrepidus är en skalbaggsart som först beskrevs av Lewis 1897.  Pactolinus intrepidus ingår i släktet Pactolinus och familjen stumpbaggar. Inga underarter finns listade i Catalogue of Life.